# 杨大椿
杨大椿（1934年3月—2015年6月28日），山西省祁县城赵村人，中华人民共和国官员。1950年，刚刚初中毕业的杨大椿报名参军，前往朝鲜战场，先后担任文书、参谋，曾获通报嘉奖。后来，杨大椿在晋中地区从事机关工作近二十年。此后，他在长治市担任常务副市长。1990年10月，杨大椿赴大同出任中共雁北地委书记。1993年，雁北地区撤销，末任地委书记杨大椿被安排担任山西省人大常委会教科文卫工委副主任至退休。2015年6月28日，杨大椿病逝于山西省太原市。